# Léon Metz
Charles-Léon Metz més conegut com a Léon Metz (Berbourg, 1 de novembre de 1842 - Esch-sur-Alzette, 25 de juny de 1928), fou un empresari i polític luxemburguès, va ser membre de la Cambra de Diputats de Luxemburg per tres anys (1975-1918) i alcalde d'Esch-sur-Alzette de 1906 a 1909.

## Biografia
Fill d'Auguste Metz i Petronille Laeis, era un membre de la important família Metz, va entrar al negoci de la metal·lúrgia que tenia la seva família. Va ser escollit per primera vegada a la comuna d'Esch-sur-Alzette, el 1873, on va ser en el càrrec durant quatre anys abans de convertir-se en escabí el 16 de gener de 1877. També va ser elegit membre de la Cambra de Diputats com a liberal el 14 d'octubre 1875, representant Esch-sur-Alzette. Encara que era un liberal, era també molt tradicionalista, practicant catòlic, i tenia estrets vincles amb l'estament religiós la seva ciutat natal.
Metz va ser nomenat alcalde d'Esch el 22 d'octubre de 1906, i renovatel 28 de desembre de 1908. Durant el seu mandat com a alcalde, la decisió més important va ser la compra del bosc d'Esch, i la seva substitució per noves fàbriques d'acer, al barri de Belval. Encara que va guanyar la reelecció en les eleccions comunals de 1909, va decidir renunciar el 28 de novembre de 1909, després d'haver servit tres anys com a alcalde.
Va perdre en el seu intent de ser reelegit a la Cambra de Diputats a les eleccions de 1918, i es va retirar de la vida pública.

## Decoracions
Metz va ser guardonat amb una sèrie de decoracions:
- Comandant, Orde de la Corona de Roure (Luxemburg)
- Comandant, Orde d'Adolf de Nassau (Luxemburg)
- Comandant, Orde de la Corona (Bèlgica)
- Comandant, Orde de la Corona d'Itàlia